# 희망나무
희망나무는 KBS 3라디오에서 매일 아침 8시부터 아침 9시까지 방송했던 라디오 프로그램이다.
2014년 4월 7일에 첫방송을 시작해 역대로 진행자가 변경되어 방송됐으나 2016년 5월 8일 방송을 마지막으로 2년만에 폐지되었다.

## 역대 진행자
- 2014년 4월 7일 ~ 2015년 11월 22일 : 이형걸 아나운서
- 2015년 11월 23일 ~ 2016년 5월 8일 : 전인석 아나운서

| KBS 3라디오         |                     |                      |
| 이전                | 전인석의 희망나무   | 다음                 |
| 사랑의 책방         | 전인석의 희망나무   | 함께하는 세상 만들기 |
| 아침 7시 ~ 아침 8시 | 아침 8시 ~ 아침 9시 | 아침 9시 ~ 오전 10시 |
|                     |                     |                      |